# Listă de conducători de stat din 1538
1534 - 1535 - 1536 - 1537 - 1538 - 1539 - 1540 - 1541 - 1542
Aceasta este o listă a conducătorilor de stat din anul 1538:

## Europa
- Anglia: Henric al VIII-lea (rege din dinastia Tudor, 1509-1547)
- Astrahan: Derviș Ali ibn Șeih Haider ibn Șeih Ahmed (han, 1537-1539, 1554-1556)
- Austria: Ferdinand I (arhiduce din dinastia de Habsburg, 1521-1564; ulterior, rege al Ungariei, 1526-1564; ulterior, rege al Cehiei, 1526-1564; ulterior, rege al Germaniei, 1556-1564; ulterior, împărat occidental, 1556-1564)
- Bavaria: Wilhelm al IV-lea (duce din dinastia de Wittelsbach, 1508-1550)
- Brandenburg: Joachim al II-lea Hector (principe elector din dinastia de Hohenzollern, 1535-1571)
- Cehia: Ferdinand I (rege din dinastia de Habsburg, 1526-1564; totodată, arhiduce de Austria, 1521-1564; totodată, rege al Ungariei, 1526-1564; ulterior, rege al Germaniei, 1556-1564; ulterior, împărat occidental, 1556-1564)
- Crimeea: Sahib Ghirai I ibn Mengli (han din dinastia Ghiraizilor, 1532-1551; anterior, han în Kazan, 1521-1524)
- Danemarca: Christian al III-lea (rege din dinastia de Oldenburg, 1534/1536-1559)
- Ferrara: Ercole al II-lea (duce din casa d'Este, 1534-1559; totodată, duce de Modena, 1534-1559)
- Florența: Cosimo I cel Mare (duce din familia Medici, 1537-1574; mare duce, din 1569)
- Franța: Francisc I (rege din dinastia de Valois, 1515-1547; totodată, duce de Bretagne, 1514-1524; totodată, duce de Milano, 1515-1521, 1524-1525)
- Genova: Giovanni Battista Doria (doge, 1537-1539)
- Germania: Carol al V-lea (rege din dinastia de Habsburg, 1519-1556; totodată, rege al Spaniei, 1516-1556; totodată, arhiduce de Austria, 1519-1521; totodată, împărat occidental, 1519-1556; ulterior, duce de Milano, 1525-1529, 1535-1540)
- Gruzia: Luarsab I (rege din dinastia Bagratizilor, 1535-1558)
- Gruzia, statul Imeretia: Bagrat al II-lea (rege din dinastia Bagratizilor, 1510-1565)
- Gruzia, statul Kakhetia: Levan (rege din dinastia Bagratizilor, 1520-1574)
- Imperiul occidental: Carol al V-lea (împărat din dinastia de Habsburg, 1519-1556; anterior, rege al Spaniei, 1516-1556; totodată, arhiduce de Austria, 1519-1521; totodată, rege al Germaniei, 1519-1556; ulterior, duce de Milano, 1525-1529, 1535-1540)
- Imperiul otoman: Suleiman Legiuitorul (Magnificul) (sultan din dinastia Osmană, 1520-1566)
- Kazan: Safa Ghirai ibn Sahib (han, 1524-1531, 1533-1546, 1548-1549)
- Lituania: Sigismund I cel Bătrân (mare duce, 1506-1548; toodată, rege al Poloniei, 1506-1548) și Sigismund al II-lea August (mare duce, 1529/1548-1569/1572; ulterior, rege al Poloniei, 1548-1572)
- Lorena Superioară: Anton cel Bun (duce din dinastia de Lorena-Vaudemont, 1508-1544)
- Mantova: Federico al II-lea (marchiz din casa Gonzaga, 1519-1540; duce, din 1530; ulterior, marchiz de Montferrat, 1536-1540)
- Milano: Carol (duce din dinastia de Habsburg, 1525-1529, 1535-1540; totodată, rege al Spaniei, 1516-1556; totodată, arhiduce de Austria, 1519-1521; totodată, rege al Germaniei, 1519-1556; totodată, împărat occidental, 1519-1556)
- Modena: Ercole al II-lea (duce din casa d'Este, 1534-1559; totodată duce de Ferrara, 1534-1559)
- Moldova: Petru Rareș (domnitor, 1527-1538, 1541-1546) și Ștefan Lăcustă (domnitor, 1538-1540)
- Monaco: Onorato I (senior din casa Grimaldi, 1532-1581)
- Montferrat: Margareta (marchezină din dinastia Paleologilor, 1536-1566) și Federico al II-lea (marchiz din casa Gonzaga, 1536-1540; totodată, marchiz de Mantova, 1519-1540)
- Moscova: Ivan al IV-lea Vasilievici cel Groaznic (mare cneaz, 1533-1584; țar, din 1547)
- Navarra: Henric al II-lea (rege din casa de Albert-Navarre, 1517-1555)
- Polonia: Sigismund I cel Bătrân (rege din dinastia Jagiello, 1506-1548; totodată, mare duce de Lituania, 1506-1548)
- Portugalia: Joao al III-lea (rege din dinastia de Aviz, 1521-1557)
- Prusia: Albrecht de Hohenzollern (duce din dinastia de Hohenzollern, 1525-1568; anterior, mare maestru al Ordinului teutonic, 1511-1525)
- Savoia: Carol al III-lea cel Bun (duce, 1504-1553)
- Saxonia, linia Albertină: Georg cel Bogat (duce din dinastia de Wettin, 1500-1539)
- Saxonia, linia Ernestină: Johann Frederic I cel Mărinimos (principe elector de Wettin, 1532-1547)
- Scoția: Iacob al V-lea (rege din dinastia Stuart, 1513-1542)
- Spania: Carol I (rege din dinastia de Habsburg, 1516-1556; ulterior, arhiduce de Austria, 1519-1521; ulterior, rege al Germaniei, 1519-1556; ulterior, împărat occidental, 1519-1556; ulterior, duce de Milano, 1525-1529, 1535-1540)
- Statul papal: Paul al III-lea (papă, 1534-1549)
- Suedia: Gustav I Wasa (rege din dinastia Wasa, 1521/1523-1560)
- Transilvania: Ștefan Mailat (voievod, 1534-1540) și Emeric Balassa (voievod, 1538-1540)
- Țara Românească: Radu Paisie (domnitor, 1535-1545)
- Ungaria: Ioan I Zapolya (rege, 1526-1540; anterior, voivod al Transilvaniei, 1510-1526) și Ferdinand I (rege din dinastia de Habsburg, 1526-1564; totodată, arhiduce de Austria, 1521-1564; totodată, rege al Cehiei, 1526-1564; ulterior, rege al Germaniei, 1556-1564; ulterior, împărat occidental, 1556-1564)
- Veneția: Andrea Gritti (doge, 1523-1538)

## Africa
- Bagirmi: Lubatko (mbang, 1536-1548)
- Benin: Esigie (obba, 1504-1550)
- Buganda: Mulondo (kabaka, 1524-1554) și Jemba (kabaka, 1524-1554)
- Congo: Afonso I (Mbemba a Mzinga) (mani kongo, 1509-1540)
- Ethiopia: Lebna Dengel (David al II-lea) (împărat, 1508-1540)
- Hafsizii: Abu Abdallah Muhammad al-Hassan ibn Muhammad (V) (calif din dinastia Hafsizilor, 1526-1534, 1535-1543)
- Imerina: Rangita (regină, cca. 1520-cca. 1540)
- Imperiul otoman: Suleiman Legiuitorul (Magnificul) (sultan din dinastia Osmană, 1520-1566)
- Kanem-Bornu: Muhammad al V-lea Amunami (sultan, cca. 1529-cca. 1544)
- Munhumutapa: Neshangwe Munembire (rege din dinastia Munhumutapa, cca. 1530-cca. 1550)
- Oyo: Onigbogi (rege, cca. 1530-cca. 1544)
- Rwanda: Kigeri I Mukobanya (rege, cca. 1528-cca. 1552)
- Sennar: Nayil ibn Amara (sultan, cca. 1534-cca. 1551)
- Songhay: Ismail ibn Muhammad (rege din dinastia Askia, 1537-1539)

## Asia

### Orientul Apropiat
- Iran: Tahmasp I (șah din dinastia Safavidă, 1524-1576)
- Imperiul otoman: Suleiman Legiuitorul (Magnificul) (sultan din dinastia Osmană, 1520-1566)

### Orientul Îndepărtat
- Atjeh: Ala ad-Din Riayat Șah al-Kahhar ibn Ali Mughayat (sultan, 1537-1571)
- Bengal: Ghias ad-Din Mahmud ibn Hussain (sultan din casa lui Hussain Șah, 1533-1538)
- Birmania, statul Arakan: Minbin (Zabuk Șah) (rege din dinastia de Mrohaung, 1531-1551)
- Birmania, statul Ava: Thohanbwa (rege șan, 1527-1543)
- Birmania, statul Mon: Takayutpi (rege, 1526-1539)
- Birmania, statul Toungoo: Tabinșwehti (conducător, 1531-1550; rege, din 1546)
- Cambodgea: Preah Bat Samdech Preah Barominteac Reachea Thireach Reamea Thippadey (Ang Chan) (rege, 1516-1566)
- China: Shizong (Zhu Houcong) (împărat din dinastia Ming, 1522-1566)
- Coreea, statul Choson: Chungjong (Yi Tu) (rege din dinastia Yi, 1506-1544)
- India, statul Gujarat: Mahmud Șah al III-lea (Mahmud Han) ibn Latif ibn Muzaffar (II) (sultan, 1537-1554)
- India, statul Handeș: Mubarak Șah al II-lea ibn Ahmad (sultan din dinastia Farukizilor, 1537-1566)
- India, statul Mogulilor: Nasir ad-din Humayun (împărat, 1530-1540, 1555-1556)
- India, statul Vijayanagar: Achyutadevaraya (rege din dinastia Tuluva, 1529-1542)
- Japonia: Go-Nara (împărat, 1536-1557) și Yoșiharu (principe imperial din familia Așikaga, 1521-1545)
- Kashmir: Șams ad-Din al II-lea (sultan din casa lui Șah Mir, 1533-1540)
- Laos, statul Lan Xang: Tiao Photisan (Phothi Sarath) (rege, 1520-1548)
- Mongolii: Dayan hagan (Batu Mongke) (han, 1470-1543)
- Nepal (Benepa): Pranamalla (rege din dinastia Malla, în jur de 1535) (?)
- Nepal (Kathmandu): Suryamalla (rege din dinastia Malla, ?-?) (?) și Narendramalla (rege din dinastia Malla, ?-?) (?)
- Sri Lanka, statul Jaffna: Sangili Segarajakesaran al VIII-lea (rege, 1519-1565)
- Sri Lanka, statul Kotte: Bhuvanekabahu al VII-lea (rege, 1521-1550/1551)
- Thailanda, statul Ayutthaya: Prajairaja (rege, 1534-1546)
- Tibet: dGe-'dun rgya-mtsho (dalai lama, 1474/1476-1540)
- Vietnam, statul Dai Viet: Le Trang-tong (Du hoang-de) (rege din dinastia Le târzie, 1533-1548)
- Vietnam (Hanoi): Mac Dang-Doanh (rege din dinastia Mac, 1530/1533-1540; anterior, rege în Dai Viet, 1530-1533)